# عبدالفتاح یونس
عبدالفتاح یونس ((به عربی: عبدالفتاح يونس)؛ زادهٔ ۱۹۴۴ درگذشته ۲۸ ژوئیه ۲۰۱۱) یک فرد نظامی اهل لیبی بود.